# Ewan Grandison
Ewan Grandison (sinh ngày 28 tháng 1 năm 1991) là một cầu thủ bóng đá người Jamaica thi đấu cho Portmore United, ở vị trí tiền vệ.

## Sự nghiệp
Grandison từng thi đấu bóng đá cho Portmore United. Grandison ghi nhiều bàn thắng quan trọng cho Portmore United trong chiến dịch giành danh hiệu RSPL. Mùa giải Red Stripe Premier League 2016-2017 anh ghi được 8 bàn thắng.

## Sự nghiệp quốc tế
Sau khi thi đấu cho đội tuyển quốc gia trẻ Jamaica, anh ra mắt cho đội tuyển quốc gia Jamaica năm 2012.
Gần đây anh được triệu tập bởi Theodore Withmore và thi đấu tại vòng loại Cúp bóng đá Caribe trước Guyana và Suriname. Anh thi đấu giao hữu với Hoa Kỳ ngày 3 tháng 2 và Honduras ngày 16 tháng 2 năm 2017.

## Danh hiệu
Portmore United
- Vô địch of Jamaican National Premier League năm 2012 và 2018 [5][6]